# Zimirra
Zemar  (en egipci Smr/Simyra; en accadi, Sumuru o Sumur; en assiri Simirra o Zimirra, en grec antic Simyra, Σιμύρα) fou una ciutat de Fenícia i centre comercial. Estava a la plana entre el mont Bargylus i la costa propera a l'illa d'Arvad, de la que en certs moments fou una dependència. Tenia al sud Arqa o Arka, al riu Eleutheros, que era dependència de Botrys. Els seus habitants, els zemarites, són esmentats a la Bíblia com una tribu dels cananeus. També és esmentada per Plini el Vell juntament amb Marathus i Antaradus. Ptolemeu la situa entre el riu Eleutheros i Ortòsia. Estrabó diu que fou ocupada per Arados junt amb Marathus.
Cap a l'any 1474 aC en la sisena campanya egípcia a Palestina, Zimirra va caure en poder dels egipcis com altres ciutats estats que van conservar una autonomia interna però sota sobirania del faraó. A la primera meitat del segle xiv aC un comissari egipci, rabisu, està testimoniat a la ciutat.
Se l'esmenta a les cartes d'Amarna cap el 1325 aC on s'assenyala que estava governada per Ahribta que era vassall de Rib-Hadda, rei de Biblos (vassall fidel d'Egipte), però es va revoltar i es va aliar a l'emergent regne d'Amurru dels apiru, regit per Abdi-Asirta. La mort d'Abdi-Asirta s'esmenta a una de les cartes d'Amarna dirigida al faraó Akhenaton. Rib-Hadda es va beneficiar de moment de la mort d'Abdi-Asirta i va poder recuperar Zemar, però el rei d'Amurru va ser succeït pel seu fill Aziru que finalment va capturar el rei de Biblos i el va enviar a l'exili i després el va fer matar. Aziru va reconquerir Zemar. Yapa-Addi apareix com a rei aliat d'Aziru d'Amurru, el qual aviat va fer aliança amb l'Imperi Hitita.
El primer tercer del segle xiii aC va ser conquerida amb altres ciutats per Seti I. Cap a l'any 1260 aC el faraó Ramsès II l'esmenta al papir anomenat Anastasi I.
Va caure en mans dels apiru d'Amurru a la meitat del segle xiv aC i com a reis s'esmenten en aquesta època a Ahribta, i probablement a Yapa-Addi, aquest darrer, aliat d'Aziru d'Amurru.
Cap a l'any 1185 aC el regne d'Amurru va ser destruït pels Pobles de la Mar i entre les ciutats destruïdes hi havia Arvad, propera a Zemar. Teglatfalassar I (1115-1076 aC) va navegar per la mar Mediterrània amb vaixells d'Arvad i quan nadava a la mar va matar un «nahiru» (potser un dofí). Entre 876 i 868 aC Assurnasirpal II va rebre tribut de diverses ciutats fenícies: Tir, Sidó, Amurru, Biblos, Mahallaru, Kaizu, Maizu i Arvad. La ciutat d'Amurru, desconeguda, seria probablement la ciutat de Sumuru. En la coalició dels reis del 854/853 aC a la batalla de Qarqar no se l'esmenta però alguns pensen que es tractaria de la «terra de Musru» que no seria pas Musri sinó Sumur o Sumuru.
L'oposició siriana encapçalada per Arpad va caure esclafada per Teglatfalassar III a Arpad (740 aC) i a Fenícia (738 aC) i Zimirra va desaparèixer de la història com a estat independent. Deportats de Babilònia van ser establerts a la ciutat. El rei assiri va posar les ciutats fenícies sota governadors assiris responsables davant el rei. Per la Bíblia se sap que el rei Oixea (Osees) d'Israel va pagar el tribut el 727 aC i 726 aC, però es va negar a fer-ho el 725 aC confiant en l'ajut d'Egipte. Salmanassar hauria decidit intervenir ràpidament per prevenir una extensió de la revolta per Síria. L'ajut egipci mai va arribar. Els assiris van destruir en el camí la ciutat de Shabaraim (entre Damasc i Hamath). Un exèrcit israelita va sortir a l'encontre dels assiris i va ser derrotat i el rei Oixea va ser capturat en aquesta batalla i segurament enviat a Assíria com a presoner. Van assetjar la ciutat de Samària. El territori va quedar devastat però la ciutat resistia. El setge es va allargar i mentrestant el rei assiri va morir el 12 de Tebet de l'any equivalent al 722 aC (inicis de gener del 722 aC). Samaria es va rendir després de 3 anys de setge quan ja era rei Sargon II (els assetjants i defensors no es van assabentar del canvi de rei), però el país estava molest pel domini directe assiri i ja s'havia organitzat una nova coalició anti-assíria, dirigida per Yau'bi'di (Ilubidi) d'Hamath, i Hanno (Hanuna o Khanunu) de Gaza, i a la que es van sumar Bit Agusi, Zemar (Simirra o Zimirra), Damasc, i alguns estats menors, amb un teòric suport egipci. El text bíblic identifica el rei egipci aliat d'Israel el 725 aC com a So, però probablement s'hauria de llegir Sewe, i apareix a les inscripcions de Sargon II com Shabi; s'havia identificat com el faraó Shabaka però això és impossible perquè l'inici del regnat de Shabaka ha estat fixat vers el 721/716 aC, i el nom del seu antecessor, Piankhi, que regnava abans del 721 aC i fins al 721/716 aC és massa diferent per ser considerat; es pensa que seria un general o rei local de la zona del delta. Ilubidi va establir la seva fortalesa principal a Qarqar i va mobilitzar un fort exèrcit. El 720 aC Sargon II es va dirigir a Síria i va atacar Qarqar, que finalment va ocupar. El rei rebel Ilubidi va morir executat i Hamath convertida en província. També Bit Agusi, Damasc i Zimirra van caure en mans dels assiris. Finalment les forces assíries van avançar cap a Gaza que igualment va ser conquerida. Les tropes egípcies que van anar en ajut de la ciutat van ser derrotades a Rafah (Rapikhu en assiri), fortalesa situada al sud. Sibe, Sewe o Shabi va poder fugir cap a Egipte i Hanno va caure presoner i enviat a Assíria.
Posteriorment Zimirra apareix com a seu d'un província assíria amb un sakin mati (governador). N'eren part Zemar, Arka, Usnu, Sianu, Kashpuna i altres); tota la regió de Fenícia al nord del que era el riu Eleuteros, excepte Arvad o Arados que va subsistir com a regne, va ser convertida en província; les ciutats al sud del riu van restar independents pagant tribut (Biblos, Tir). La província de Zimirra potser a la meitat del segle vii aC potser va estendre la seva autoritat a Arvad (on ja no consta monarquia, tot i que no se sap segur). Algun dels governadors és esmentat a la llista d'epònims: Iddina-Ahhe el 668 aC i Mamukihahi, no datat però proper al 630 aC. Però el governador més rellevant va ser Salmanassar V que va regir la província quan era príncep, en vida del seu pare Teglatfalassar III.
En una ofrena Zimirra i Khatarika (Tell Afis) són esmentades conjuntament i potser les dues províncies haurien estat reunides.
Al segle vi aC sota domini babiloni, s'esmenta la regió de Simirra com a productora de vi i de ferro. Sembla que va formar part del restaurat regne d'Arvad sota domini persa; el rei d'Arvad es va sotmetre voluntàriament a Alexandre el Gran l'any 333 aC.